# Pawliczka
Pawliczka – wieś sołecka w Polsce położona w województwie mazowieckim, w powiecie lipskim, w gminie Rzeczniów.
W latach 1975–1998 miejscowość administracyjnie należała do województwa radomskiego.
Wierni Kościoła rzymskokatolickiego należą do parafii św. Restytuta i Niepokalanego Poczęcia Najświętszej Maryi Panny w Rzeczniowie.